# Wilkowo Polskie
Wilkowo Polskie (pol. hist. Wilkowo) – wieś w Polsce, położona w województwie wielkopolskim, w powiecie grodziskim, w gminie Wielichowo. 

## Podział i położenie
| SIMC    | Nazwa     | Rodzaj     |
| ------- | --------- | ---------- |
| 0597647 | Celinki   | przysiółek |
| 0597653 | Helenopol | przysiółek |

Na północ od Wilkowa Polskiego przepływa Południowy Kanał Obry. Przez wieś przebiega droga wojewódzka nr 312, z aleją kasztanowców oraz linia kolejki wąskotorowej.

## Historia
Miejscowość pierwotnie związana była z Wielkopolską. Ma metrykę średniowieczną i istnieje co najmniej od XIV wieku. Wymieniona po raz pierwszy w dokumencie zapisanym po łacinie z 1388 jako Wylkowo, 1391 Wilkowo, 1398 Wylkovo, 1398 Wilkovo, 1398 Vilkowo, 1399 Wilcowo, 1399 Vilcowa, 1401 Vulkowo, 1406 Vilkow, 1426 Polske Wilkowo, 1427 Vilcowya, 1432 Wilkowo Polonicalis, 1433 Wylkowo Polskye, 1470 Wylkowo Polonicalis, 1485 Vylkowo Polonicalis, 1493 Polskye Vylkouo, Polskye Vylkovo, Polskye Vylkowo, 1493 Polske Vilcouo, Polskye Wylcovo, 1493 Polskye Vilkowo, 1518 Polskye Wylkowo, 1522 Polskie Wylkowo, 1534 Polskye Vylcowo, 1563 Wilkowo Polonicum.
Miejscowość była wsią prywatną należącą do lokalnej szlachty wielkopolskiej Wilkowskich, którzy od jej nazwy przyjęli odmiejscowe nazwisko, a później także do rodziny Ossowskich. W latach 1401–1424 wieś znajdowała się w granicach opola przemęckiego. W 1470 miejscowość leżała w powiecie kościańskim Korony Królestwa Polskiego. Od 1399 była siedzibą własnej parafii, a w 1510 należała do dekanatu Kościan.
Miejscowość ma bogatą dokumentację historyczną. W latach 1388–1424 właścicielem wsi był burgrabia kościański i kasztelan radziejewski Jarota Wilkowski. W 1398 odnotowani zostali mieszkańcy wsi - Marcin włodarz oraz Kloc kmieć z Wilkowa, którzy odstąpili swemu panu Jarocie z Wilkowa prawo do wytoczenia procesu przeciwko braciom przyrodnim Tomaszowi i Józefowi. W 1391 bracia Jarota oraz Bogusław Wilkowski zapowiedzieli przed sądem ziemskim swoją dziedzinę Wilkowo oraz wszystkie okoliczne drogi, łąki, lasy, dąbrowy oprócz „słusznej” drogi. W 1394 Więchna oskarżyła szlachcica Gniewomira o zabójstwo jej męża Mikołaja sołtysa w Wilkowie. Gniewomir odpierał zarzut przed sądem. W 1401 w Wilkowie u Jaroty Wilkowskiego odbyło się zebranie opola przemęckiego w sprawie rozgraniczenia Wilkowa. Mieszkańcy wsi, którzy się na nie nie stawili zapłacili kary sądowi oraz Synosze Wilkowskiej. W latach 1415–1453 właścicielem we wsi był wicepodkomorzy kościański oraz asesor sądu królewskiego w Kościanie Dominik Wilkowski. W latach 1457–1500 majętności w Wilkowie należały do Andrzeja Wilkowskiego burgrabiego kościańskiego oraz wicesędziego w Poznaniu i Kościanie. W 1582 Stanisław Ossowski w podziale dóbr dziedzicznych dał braciom Mikołajowi, Andrzejowi i Piotrowi Ossowskim wsie po ojcu Mikołaju Ossowskim, w tym m.in. Wilkowo Polskie..
Wieś odnotowana została także w historycznych rejestrach podatkowych. W 1563 odbył się w niej pobór podatków od 11,5 łana, dwóch rzemieślników, dwóch wiatraków dorocznych, młyna walnego dorocznego o dwóch kołach oraz od karczmarzy warzących lokalne piwo. W 1565 pobrano podatki od 11,5 łana osiadłego, młyna dorocznego o dwóch kołach, wiatraka dorocznego, 5 rzemieślników, 10 zagrodników, człowieka luźnego oraz dwóch komorników. W 1567 dziedzic Mikołaj Ossowski zapłacił pobór od 11,5 łana osiadłego, 11 zagrodników, 3 rzemieślników, dwóch komorników, dwóch wiatraków dorocznych oraz młyna dorocznego o dwóch kołach. W 1576 miał miejsce pobór od 11 łanów osiadłych we wsi, a także od 10 zagrodników, dwóch rzemieślników, wiatraka dorocznego i młyna dorocznego o jednym kole. W 1580 miał miejsce pobór od 11 i 1/4 łana osiadłego, 9 zagrodników bez ziemi, dwóch biednych komorników, jednego rzemieślnika, dwóch wiatraków dorocznych, młyna dorocznego o dwóch kołach oraz od 30 wypasanych owiec. W 1581 pobrano podatki od 10,5 łana osiadłego, 9 zagrodników bez roli, 6 biednych zagrodników, garnca gorzałki oraz od jej wyszynku, jednego rzemieślnika, dwóch wiatraków dorocznych, młyna o dwóch kołach oraz od 30 wypasanych owiec. W 1583 miał miejsce pobór od 9,5 łana osiadłego, 9 zagrodników, 6 komorników, jednego rzemieślnika, dwóch wiatraków dorocznych, młyna dorocznego o dwóch kołach oraz od 30 owiec.
Wskutek II rozbioru Polski w 1793 wieś przeszła pod władanie Prus i jak cała Wielkopolska znalazła się w zaborze pruskim. W okresie Wielkiego Księstwa Poznańskiego (1815-1848) miejscowość wzmiankowana jako Wilkowo Polskie należała do wsi większych w ówczesnym pruskim powiecie Kosten rejencji poznańskiej. Wilkowo Polskie należało do okręgu wielichowskiego tego powiatu i stanowiło siedzibę prywatnego majątku, którego właścicielem był wówczas Marceli Czarnecki. W skład majątku Wilkowo Polskie wchodziły także: Siekowo, Siekówko, Ziemin oraz Bielawy. Według spisu urzędowego z 1837 roku Wilkowo Polskie liczyło 451 mieszkańców, którzy zamieszkiwali 44 dymy (domostwa).
Podczas powstania wielkopolskiego w szeregi powstańców wstąpiło aż 121 mieszkańców wsi.
W latach 1975–1998 wieś administracyjnie należała do województwa poznańskiego.

## Obecnie
We wsi znajdują się: stacja kolei wąskotorowej, szkoła podstawowa (zabytkowy pałac), zabytkowy kościół parafialny św. Jadwigi, cmentarz parafialny, strażnica, ośrodek zdrowia, park. Na południe od Wilkowa zachowały się pozostałości grodziska pierścieniowatego.
W Wilkowie Polskim kończy się żółty szlak pieszy z Konojadu.

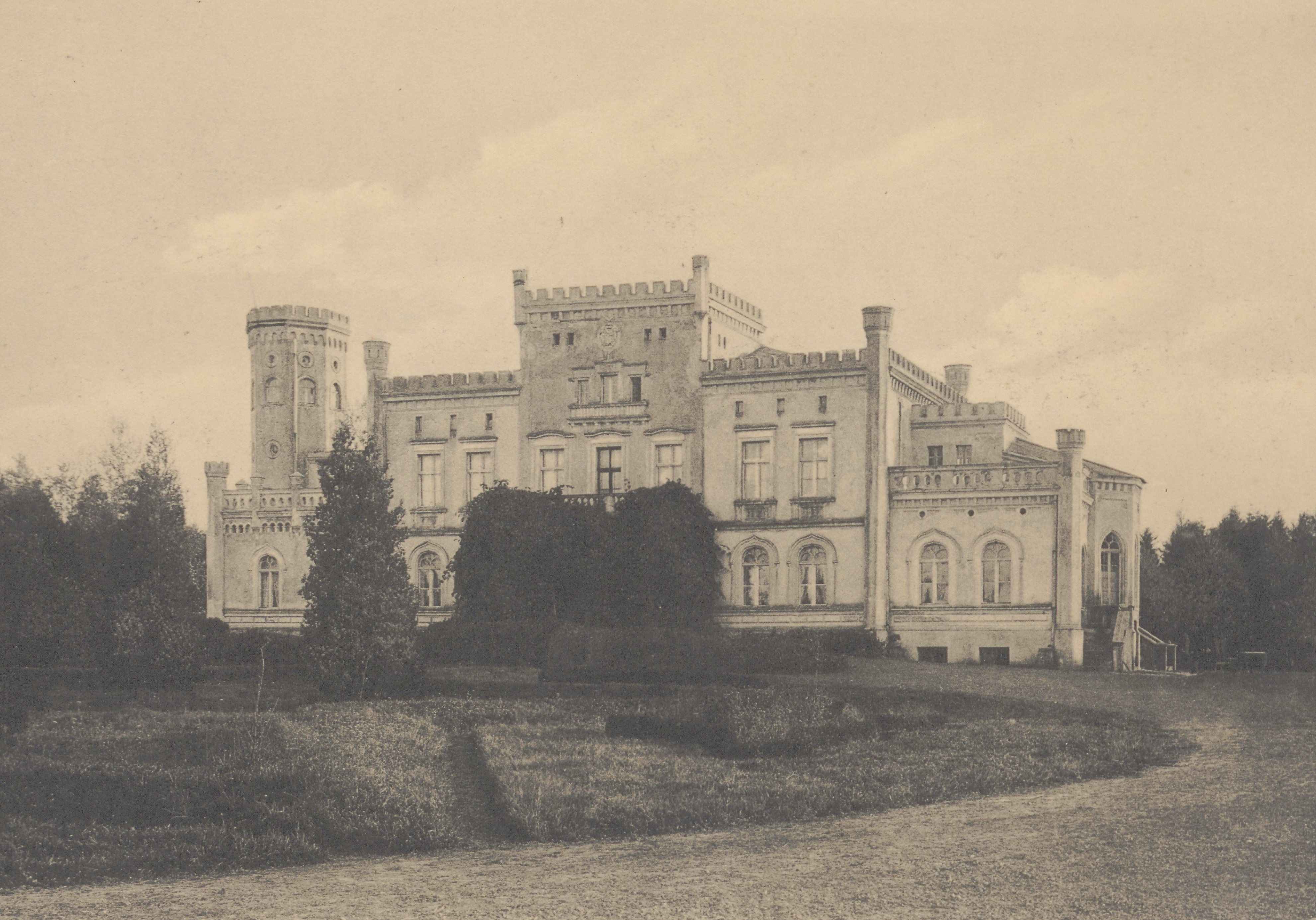
Widok pałacu przed 1912